# Supercoppa di Germania 1988
La Supercoppa di Germania 1988 (ufficialmente DFB-Supercup 1988) è stata la seconda edizione della Supercoppa di Germania.
Si è svolta il 20 luglio 1988 al Waldstadion di Francoforte sul Meno tra il Werder Brema, vincitore della Bundesliga 1987-1988, e l'Eintracht Francoforte, vincitore della Coppa di Germania 1987-1988.
A conquistare il titolo è stato il Werder Brema che ha vinto per 2-0 con le reti di Karl-Heinz Riedle e Manfred Burgsmüller.

## Partecipanti
| Squadre               | Qualificazione                              | Partecipazioni precedenti (il grassetto indica la vittoria) |
| --------------------- | ------------------------------------------- | ----------------------------------------------------------- |
| Werder Brema          | Vincitore della Bundesliga 1987-1988        | Nessuna                                                     |
| Eintracht Francoforte | Vincitore della Coppa di Germania 1987-1988 | Nessuna                                                     |

## Tabellino
| Arbitro: | Assenmacher (Hürth) |

|                            |           |  |
| Riedle 24’ Burgsmüller 90’ | Marcatori |  |

### Formazioni
| Werder Brema: |   |                     |  |     |
|               |   |                     |  |     |
| P             | 1 | Oliver Reck         |  |     |
| D             |   | Gunnar Sauer        |  |     |
| D             |   | Ulrich Borowka      |  |     |
| D             |   | Michael Kutzop      |  |     |
| D             |   | Jonny Otten         |  | 46’ |
| C             |   | Thomas Schaaf       |  |     |
| C             |   | Miroslav Votava (c) |  |     |
| C             |   | Günter Hermann      |  |     |
| C             |   | Frank Neubarth      |  |     |
| A             |   | Karl-Heinz Riedle   |  |     |
| A             |   | Frank Ordenewitz    |  | 46’ |
| Sostituzioni: |   |                     |  |     |
| C             |   | Norbert Meier       |  | 46’ |
| A             |   | Manfred Burgsmüller |  | 46’ |
| Allenatore:   |   |                     |  |     |
| Otto Rehhagel |   |                     |  |     |

| Eintracht Francoforte: |   |                        |  |     |
|                        |   |                        |  |     |
| P                      | 1 | Uli Stein              |  |     |
| D                      |   | Manfred Binz           |  |     |
| D                      |   | Ralf Sievers           |  |     |
| D                      |   | Karl-Heinz Körbel      |  |     |
| D                      |   | Stefan Studer          |  |     |
| C                      |   | Frank Schulz           |  |     |
| C                      |   | Peter Hobday           |  | 46’ |
| C                      |   | Dieter Schlindwein     |  |     |
| C                      |   | Maximilian Heidenreich |  | 57’ |
| A                      |   | Jørn Andersen          |  |     |
| A                      |   | Heinz Gründel          |  |     |
| Sostituzioni:          |   |                        |  |     |
| P                      |   | Dietmar Roth           |  | 46’ |
| A                      |   | Ralf Balzis            |  | 57’ |
| Allenatore:            |   |                        |  |     |
| Karl-Heinz Feldkamp    |   |                        |  |     |